# Edda von Bidder-Ehrnrooth

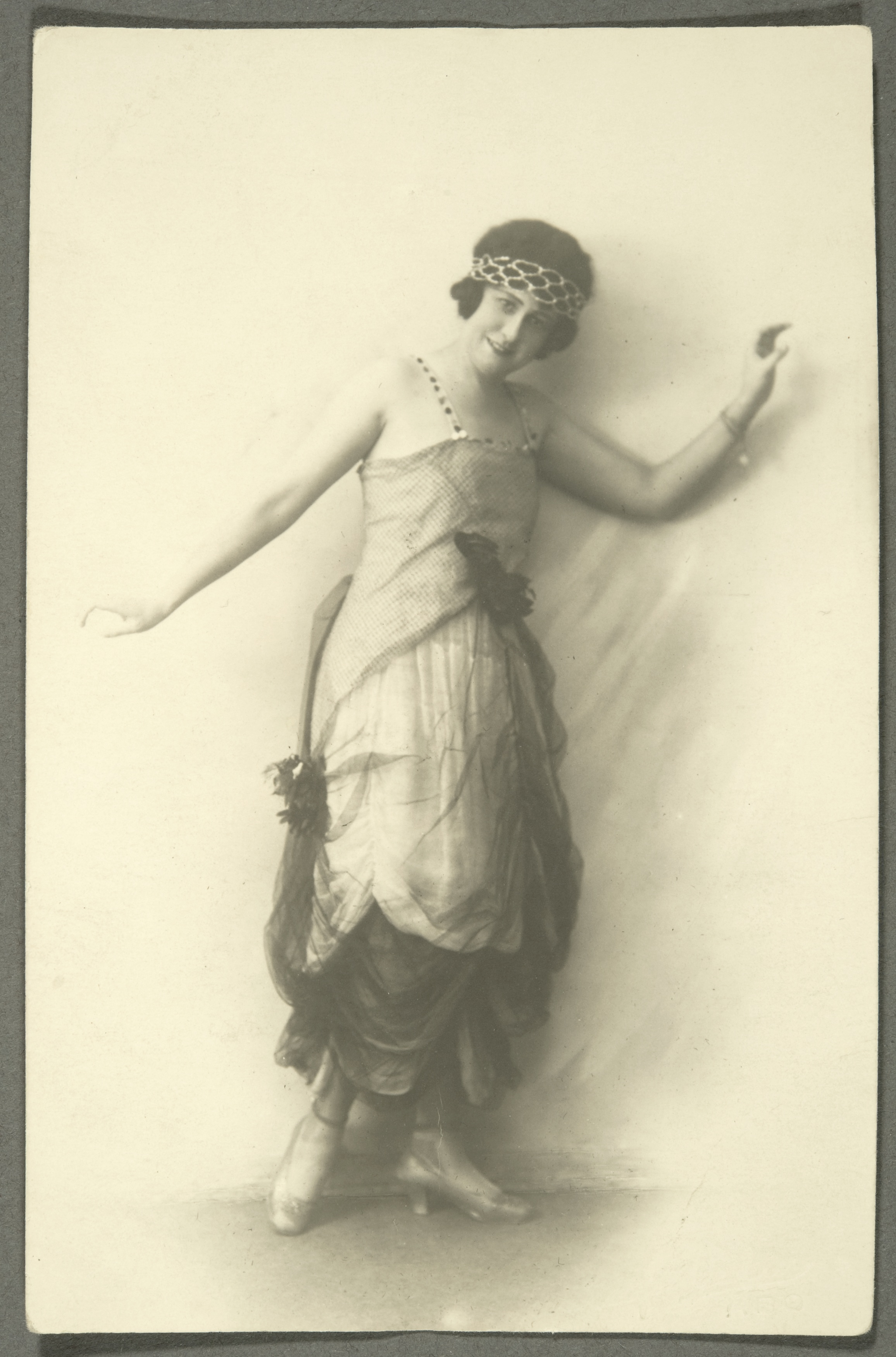
Edda von Bidder-Ehrnrooth, bild från slutet av 1920-talet.

Edda Adelaide von Bidder-Ehrnrooth, född Mielck 22 mars 1893 i Viborg, död 17 oktober 1983 i Helsingfors, var en finländsk operasångerska.
von Bidder-Ehrnrooth var dotter till konsul Theodor Mielck och Irene Angelika Fabritius. Hon studerade vid Kunstgewerbe Schule i Berlin 1909–1910 och studerade sång hos Ida Ekman 1911 samt hos professor Iritzska 1912–1914. I Petrograd studerade hon vidare musik hos professor Bach och ingick i en operaskola i Odessa 1915–1916. 1916–1917 uppträdde von Bidder-Ehrnrooth vid Odessas opera liksom vid operan i Riga och Freie Deutsche Büchne 1918–1919. Åren 1919–1922 uppträdde hon vid Åbos svenska teater och vid Helsingfors svenska teater 1925–1931. Hon gav även symfoni- och kyrkokonserter samt verkade som sångpedagog. 1924 medverkade hon i filmen Polyteekkarifilmi.
1929 gjorde von Bidder-Ehrnrooth fyra skivinspelningar. von Bidder-Ehrnrooth gifte sig första gången 1916 med kaptenen Georg von Bidder (död 1918) och andra gången 1921 med filosofie doktor Erik Robert Ehrnrooth (död 1950). Hon var syster till kompositören Ernst Mielck och arkitekten Edoard Mielck.

## Teater

### Roller
| År   | Roll                 | Produktion                                                                          | Regi           | Teater             |
| ---- | -------------------- | ----------------------------------------------------------------------------------- | -------------- | ------------------ |
| 1929 | Katja Karina, dansös | Katja (Katja, die Tänzerin) Jean Gilbert, Leopold Jacobson och Rudolph Österreicher | Rafael Stenius | Åbo Svenska Teater |